# Hoodia longispina
Hoodia longispina är en oleanderväxtart som beskrevs av D.C.H. Plowes. Hoodia longispina ingår i släktet Hoodia och familjen oleanderväxter. Inga underarter finns listade i Catalogue of Life.